# 진박새

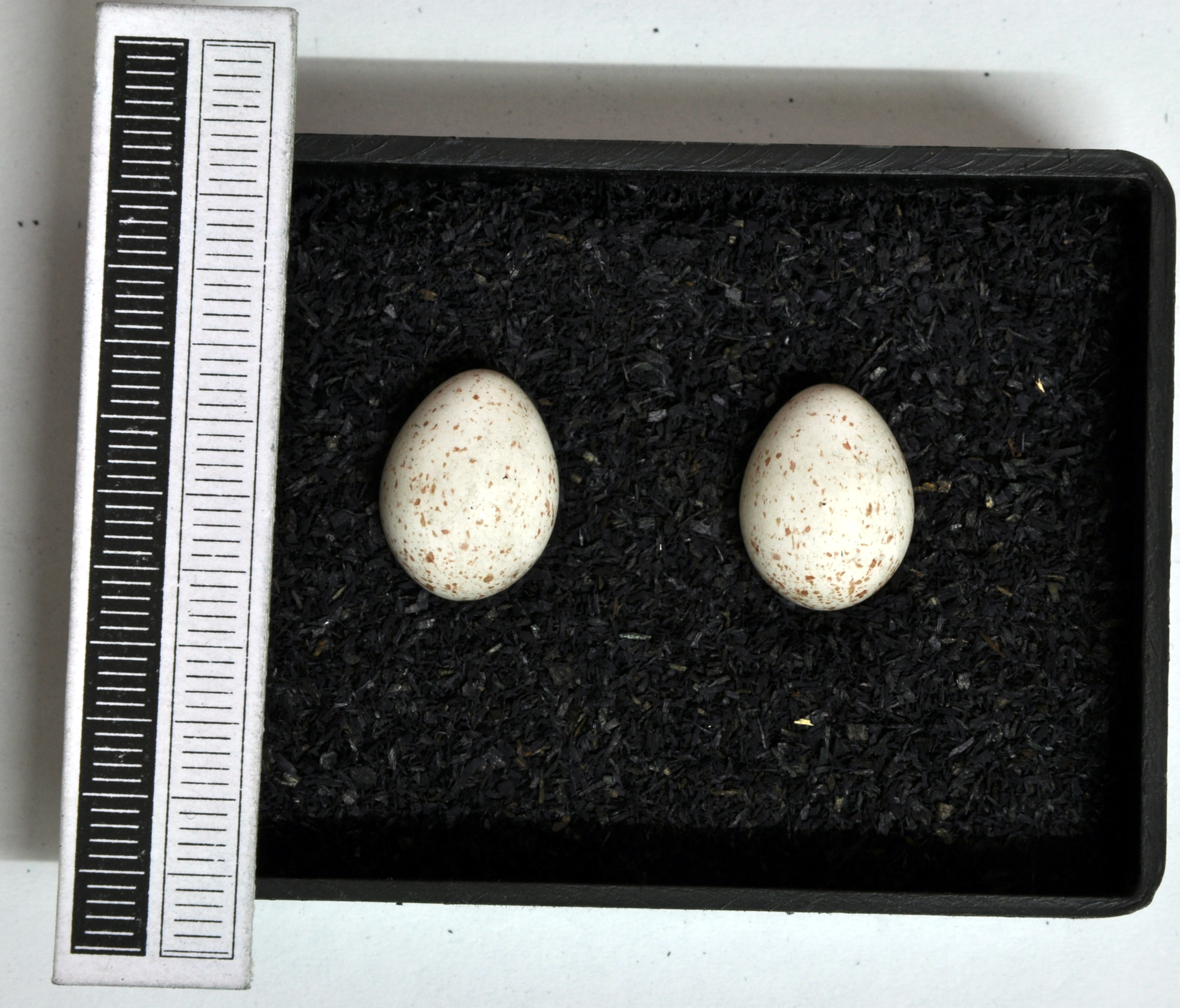
알

진박새(coal tit, cole tit, 울음소리 (도움말·정보))는 박새과에 속하며 학명은 Periparus ater이다. 몸길이는 약 11cm로 머리꼭지는 검고 뺨은 흰색, 턱밑과 윗가슴은 검은색이다. 등은 회색을 띠며, 날개에 가는 흰색 띠가 두 줄 있다. 배는 흰색이다. 번식기에는 암수가 함께 생활하지만, 번식기가 아닌 때에는 집단으로 생활한다. 나무 위에서 생활하며 꼭대기를 여기저기 돌아다니면서 먹이를 찾는다. 나무 구멍이나 딱따구리가 뚫어 놓은 구멍 또는 나무 줄기가 갈라진 틈에 둥지를 짓고 암컷은 5-8개의 알을 낳으며, 알은 흰색에 적갈색 반점이 있다. 한국 전역에서 볼 수 있다.

## 아종
진박새는 21 또는 24아종으로 나눈다.
- 진박새 - P. a. ater: 유럽에서부터 캄차카, 몽골 동북부, 한반도, 홋카이도에 분포
- 제주진박새 - P. a. insularis: 쿠릴열도 남부, 일본, 제주도에 분포
- P. a. pekinensis: 중국 동북부, 한반도, 아무르에 분포

## 같이 보기
- 콘라트 게스너
- 칼 폰 린네
- BBC 라디오